# ورخنیایکبایوو
ورخنیایکبایوو (به لاتین: Verkhneyaikbayevo) یک منطقهٔ مسکونی در روسیه است که در باشقیرستان واقع شده‌است.